# Кавказские татары
Кавказские татары — устаревший экзоэтноним собирательного характера. 
После вхождения Закавказья в состав Российской империи, российские власти, которые традиционно называли некоторые тюркские народы татарами, стали именовать азербайджанцев кавказскими, азербайджанскими или адербейджанскими татарами, чтобы отличить их от других тюркских народов.
По мнению советского автора Муртуза Садыхова, в XIX — начале XX века термин «татары» применялся почти ко всем мусульманским народам Кавказа.
Л. Я. Штернберг в статье для «Энциклопедического словаря Брокгауза и Ефрона», опубликованной в 1901 году, описал «кавказскую группу татар» в числе трёх больших групп тюркоязычных народов, называемых в Российской империи «татарами». Он упомянул о тенденции выделять народы, отличные от тюрков по соматологическим признакам, и присваивать им отдельные этнонимы, например называть «адербайджанских татар (по типу — иранцев) адербайджанами», с оговоркой, что такой порядок именования «пока не привился». О кавказских татарах Штернберг привёл следующие сведения:
В) кавказская группа, составившаяся из самых различных элементов: древних аланов, аваров, хазаров, печенегов, перемешанных с кипчаками, ногайцами, лезгинами и особенно с иранцами. Их делят на следующие группы.
1) Татары-горцы, или горные кабардинцы, в отличие от просто кабардинцев, жителей долин, перемешанных с черкесами. Первых (по Вырубову, 1890 г.) — 16667 душ, вторых — 51955. Занимаются скотоводством; одеваются по-кавказски (черкеска, папаха). Они выше среднего роста (1,67 — горцы, 1,65 — кабардинцы), головной указатель и тех, и других — 83,6, голова круглая, цвет кожи смуглый, волосы и глаза черные; глаза поставлены горизонтально, без всяких монгольских признаков. Одни (грузинские писатели) выводят их от хазар, пришедших в IX веке, другие (русские ученые) считают их потомками кипчаков и туркменов, смешанных с туземцами (черкесами, осетинами). К востоку от них, на северных склонах Кавказского хребта, живут карачаи (около 22000 душ, в 1881 году), семитского типа. Головной указатель колеблется между 81—88; есть несколько случаев долихоцефалии.
2) Татары дагестанские, или кумыки, по восточному побережью Каспийского моря, от Терека почти до Дербента. Эккерт их насчитала в 1881 году 83000 душ. По Шантру, они представляют черты монголоидные, сильно семитизированные. Головной указатель 84,7; форма головы очень круглая. К ним причисляют ногайцев, сильно омонголизировавшихся от смешения с калмыками.

3) Татары адербайджанские, тюрки по языку, по расе иранцы, занимают большую часть Южного и Юго-Восточного Закавказья, почти всю русскую Армению. Численность их 1168025 душ; около 40 тыс. их в Персии. По обычаям и внешнему быту напоминают персов, влияние которых сказывается во всем. Они бреют головы, но оставляют два локона на висках. Подобно армянам и курдам, уродуют головы детей, придавая лобной кости покатое направление назад. Головной указатель, по Эккерт, 79,4 (мезоцефалы), по Шантру — 84 (брахицефалия). Глаза темные, горизонтально разрезанные, нос длинный с горбинкой, губы часто толстые, выражение лица серьезное, важное. Славятся трудолюбием, прямотой, честностью. Они моногамны; женщины пользуются свободой, ходят с открытым лицом. В религии они хотя и мусульмане, но очень толерантны. Их язык, наречие татаро-джагатайского, отличается простотой и легкостью изучения, почему он среди кавказцев общераспространен и считается модным.